# Гомфові
Гомфові (Gomphaceae) — родина базидієвих грибів порядку гомфальних (Gomphales). Включає 287 видів у 13 родах.

## Опис
Гриби з витягнутим або капелюшкоподібним плодовим тілом, що складається з шапки та стебла. Гіменофор має форму товстих складок, дещо схожих на наліт, або гладкий. Спори жовтуваті, бородавчасті.